# Letheobia debilis
Letheobia debilis är en ormart som beskrevs av Joger 1990. Letheobia debilis ingår i släktet Letheobia och familjen maskormar. Inga underarter finns listade i Catalogue of Life.
Arten förekommer i Centralafrikanska republiken. Den hittades i regioner som ligger 450 till 800 meter över havet. Honor lägger ägg.